# Shane Cassells

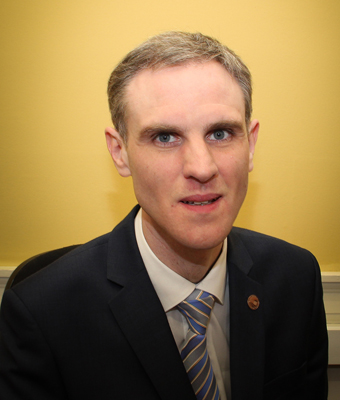
Shane Cassells (2016)

Shane Cassells (* 6. April 1978 in Navan, County Meath) ist ein irischer Politiker der Fianna Fáil und war von 2016 bis 2020 Teachta Dála (Abgeordneter) im Dáil Éireann, dem Unterhaus des irischen Parlaments.
Cassells arbeitete als Sportjournalist für den Fingal Independent. 2004 wurde er in den Meath County Council gewählt und 2009 wiedergewählt. 2005 trat er bei einer Nachwahl zum Dáil Éireann im Wahlkreis Meath an. Er blieb dabei ebenso erfolglos wie bei den Wahlen zum Dáil Éireann 2011, hier trat er jedoch im neugebildeten Wahlkreis Meath West an. Gewählt wurde er dort dann 2016, verlor diesen Sitz aber 2020 wieder. Stattdessen wurde er in den Seanad Éireann über die Arbeitsliste gewählt. 2025 schied er aus dem Senat aus. Seit März 2025 ist er Berater bei Staatsministerin Niamh Smyth für Künstliche Intelligenz.
Shane Cassels ist mit Fiona Healy verheiratet, mit der er drei Kinder hat. 